# Josha Vagnoman
Josha Vagnoman (Amburgo, 11 dicembre 2000) è un calciatore tedesco, difensore dello Stoccarda e della nazionale tedesca.

## Biografia
Josha Vagnoman è nato ad Amburgo da padre ivoriano e madre tedesca ed è cresciuto a Poppenbüttel, un quartiere di Amburgo.

## Carriera

### Club

#### Amburgo
Cresciuto nelle giovanili dell'Amburgo, ha esordito in prima squadra il 10 marzo 2018 subentrando al 70' a Walace nella sconfitta per 6-0 contro il Bayern Monaco, sarà la sua unica presenza tra i professionisti durante quella stagione.
La stagione successiva riuscirà ad ottenere più minutaggio ed a segnare il primo gol tra i professionisti aprendo le marcature contro l'Erzgebirge Aue, partita che finirà 4-0.

#### Stoccarda
Il 9 luglio 2022 viene acquistato dallo Stoccarda per 3,70 milioni di euro.
L'esordio arriva alla prima giornata di campionato nel pareggio casalingo per 1-1 contro il Lipsia il 7 agosto 2022.

### Nazionale
Nel marzo del 2023, viene convocato per la prima volta con la nazionale maggiore tedesca, in vista delle amichevoli contro Perù e Belgio. Esordisce nella sfida contro i belgi, persa per 2-3 dai suoi.
Nel giugno 2023 viene convocato per il campionato europeo Under-21 organizzato in Georgia e Romania.

## Statistiche

### Presenze e reti nei club
Statistiche aggiornate al 24 maggio 2025.
| Stagione         | Squadra          | Campionato       | Campionato | Campionato | Coppe nazionali | Coppe nazionali | Coppe nazionali | Coppe continentali | Coppe continentali | Coppe continentali | Altre coppe | Altre coppe | Altre coppe | Totale | Totale |
| Stagione         | Squadra          | Comp             | Pres       | Reti       | Comp            | Pres            | Reti            | Comp               | Pres               | Reti               | Comp        | Pres        | Reti        | Pres   | Reti   |
| ---------------- | ---------------- | ---------------- | ---------- | ---------- | --------------- | --------------- | --------------- | ------------------ | ------------------ | ------------------ | ----------- | ----------- | ----------- | ------ | ------ |
| 2017-2018        | Amburgo          | BL               | 1          | 0          | CG              | 0               | 0               | -                  | -                  | -                  | -           | -           | -           | 1      | 0      |
| 2018-2019        | Amburgo          | 2BL              | 11         | 0          | CG              | 2               | 0               | -                  | -                  | -                  | -           | -           | -           | 13     | 0      |
| 2019-2020        | Amburgo          | 2BL              | 16         | 1          | CG              | 1               | 0               | -                  | -                  | -                  | -           | -           | -           | 17     | 1      |
| 2020-2021        | Amburgo          | 2BL              | 24         | 2          | CG              | 1               | 0               | -                  | -                  | -                  | -           | -           | -           | 25     | 2      |
| 2021-2022        | Amburgo          | 2BL              | 12+2       | 2          | CG              | 3               | 0               | -                  | -                  | -                  | -           | -           | -           | 17     | 2      |
| Totale Amburgo   | Totale Amburgo   | Totale Amburgo   | 64+2       | 5          |                 | 7               | 0               |                    | -                  | -                  |             | -           | -           | 73     | 5      |
| 2022-2023        | Stoccarda        | BL               | 23+2       | 2+1        | CG              | 4               | 0               | -                  | -                  | -                  | -           | -           | -           | 29     | 3      |
| 2023-2024        | Stoccarda        | BL               | 18         | 2          | CG              | 2               | 0               | -                  | -                  | -                  | -           | -           | -           | 20     | 2      |
| 2024-2025        | Stoccarda        | BL               | 26         | 1          | CG              | 2               | 0               | UCL                | 7                  | 1                  | SG          | 0           | 0           | 35     | 2      |
| Totale Stoccarda | Totale Stoccarda | Totale Stoccarda | 67+2       | 5+1        |                 | 8               | 0               |                    | 7                  | 1                  |             | 0           | 0           | 84     | 7      |
| Totale Carriera  | Totale Carriera  | Totale Carriera  | 136        | 11         |                 | 14              | 0               |                    | 7                  | 1                  |             | 0           | 0           | 158    | 12     |

### Cronologia presenze e reti in nazionale
| Cronologia completa delle presenze e delle reti in nazionale ― Germania | Cronologia completa delle presenze e delle reti in nazionale ― Germania | Cronologia completa delle presenze e delle reti in nazionale ― Germania | Cronologia completa delle presenze e delle reti in nazionale ― Germania | Cronologia completa delle presenze e delle reti in nazionale ― Germania | Cronologia completa delle presenze e delle reti in nazionale ― Germania | Cronologia completa delle presenze e delle reti in nazionale ― Germania | Cronologia completa delle presenze e delle reti in nazionale ― Germania |
| Data                                                                    | Città                                                                   | In casa                                                                 | Risultato                                                               | Ospiti                                                                  | Competizione                                                            | Reti                                                                    | Note                                                                    |
| ----------------------------------------------------------------------- | ----------------------------------------------------------------------- | ----------------------------------------------------------------------- | ----------------------------------------------------------------------- | ----------------------------------------------------------------------- | ----------------------------------------------------------------------- | ----------------------------------------------------------------------- | ----------------------------------------------------------------------- |
| 28-3-2023                                                               | Colonia                                                                 | Germania                                                                | 2 – 3                                                                   | Belgio                                                                  | Amichevole                                                              | -                                                                       | 80’                                                                     |
| Totale                                                                  |                                                                         | Presenze                                                                | 1                                                                       |                                                                         | Reti                                                                    | 0                                                                       |                                                                         |

## Palmarès

### Club

#### Competizioni nazionali
- Coppa di Germania: 1

Stoccarda: 2024-2025

### Nazionale
- Campionato d'Europa Under-21: 1

Ungheria/Slovenia 2021